# Cattedrali nelle Figi
Questa è una lista delle Cattedrali presenti nelle Figi.

## Cattedrale cattolica
| Cattedrale                 | Diocesi             | Città | Immagine |
| -------------------------- | ------------------- | ----- | -------- |
| Cattedrale del Sacro Cuore | Arcidiocesi di Suva | Suva  |          |

## Cattedrale anglicana
| Cattedrale                     | Diocesi                           | Città | Immagine |
| ------------------------------ | --------------------------------- | ----- | -------- |
| Cattedrale della Santa Trinità | Diocesi anglicana della Polynesia | Suva  |          |